# Elsa Törnblom von Schmalensee
Elsa Törnblom von Schmalensee, född 10 april 2001, är en svensk fotbollsspelare. Hon har tidigare spelat för AIK.

## Karriär
Törnblom von Schmalensee föddes den 10 april 2001 på Danderyds Sjukhus och är uppvuxen i Stockholm. Vid 7 års ålder inledde hon sin spelarkarriär i moderklubben Norrtulls SK, där hon spelade fram till 2015 innan hon bytte klubb och började spela för Brommapojkarna. 2017 blev det återigen en ny klubbadress för Elsa då hon bytte klubb till AIK. Under 2019 meddelade AIK att Törnblom Von Schmalensee och klubben hade kommit överens om ett A-lagskontrakt. Debutsäsongen i A-laget blev en succé med sex mål och nio assist i de 22 matcherna under året, varav 18 från start. 2020 inleddes dock med en skada i en match mot Hammarby, en skada som hållit henne borta från spel sedan dess.